# Nereis monroi
Nereis monroi är en ringmaskart som beskrevs av Reish 1953. Nereis monroi ingår i släktet Nereis och familjen Nereididae. Inga underarter finns listade i Catalogue of Life.